# 沙赤星台吉
沙赤星台吉（16世纪—1595年），孛儿只斤氏。16世纪蒙古右翼土默特部領主，达延汗第三子巴尔斯博罗特之孙，俺答汗的第八子，母亲是三娘子。
万历四年（1576年），明神宗封他为副千户，万历十一年（1583年），升任为指挥佥事，加封明威将军。与明朝互市于山西大同各个市口，他和明朝和睦相处。沙赤星是啞巴，不能说话，他没有后嗣。 